# Plantago minuta
Plantago minuta är en grobladsväxtart som beskrevs av Pall.. Plantago minuta ingår i släktet kämpar, och familjen grobladsväxter. Inga underarter finns listade i Catalogue of Life.